# Marcelo Percia
Marcelo Percia (Buenos Aires, 23 de octubre de 1954) es un psicólogo, ensayista, docente universitario y psicoanalista argentino. Es profesor regular de la Facultad de Psicología de la Universidad de Buenos Aires. Invitado en otras universidades nacionales y extranjeras. Investiga tratamientos de las psicosis fuera de los manicomios. Participó de la publicación Lo Grupal (1983-1993). Forma parte del comité de redacción de la Revista Pensamiento de los Confines. Editor de la Revista Adynata 2020.

## Obra

### Autor
- Notas para pensar lo grupal (1991). Buenos Aires: Lugar Editorial.
- Una subjetividad que se inventa. Diálogo, demora, recepción (1994). Buenos Aires: Lugar Editorial.
- Clínica del crack-up. Ficciones psicoanalíticas (2001). Buenos Aires: Lugar Editorial.
- Deliberar las psicosis (2004). Buenos Aires: Lugar Editorial.
- Alejandra Pizarnik, maestra de psicoanálisis (2008). Córdoba: Alción.
- Inconformidad. Arte, política, psicoanálisis (2010). Buenos Aires: La Cebra.
- Sujeto fabulado I Notas (2014). Buenos Aires: La Cebra.
- Sujeto fabulado II Figuras (2014). Buenos Aires: La Cebra.
- Estancias en común (2017). Buenos Aires: La Cebra.
- Demasías, locuras, normalidades: meditaciones para una clínica menor (2018).  Buenos Aires: La Cebra.
- Sensibilidades en tiempos de hablas del capital (2020). Buenos Aires: La Cebra.
- Esquirlas, pliegues de la peste (2021). Buenos Aires: La Cebra.
- Sesiones en el naufragio: una clínica de las debilidades (2023). Buenos Aires: La Cebra.

### Compilador
- El tratamiento grupal en la clínica psicopedagógica (1997). Junto con Silvia Schlemenson. Buenos Aires: Miño y Dávila.
- Ensayo y Subjetividad (1998). Buenos Aires: Eudeba.
- Salud y Subjetividad. Capacitación con enfermeras y enfermeros en un psiquiátrico (1998). Junto con Maluca Cirianni. Buenos Aires: Lugar Editorial.
- El ensayo como clínica de la subjetividad (2001). Buenos Aires: Lugar Editorial.
- (De)formación docente. El poder de una ilusión (2002). Chubut: Universidad Nacional de la Patagonia San Juan Bosco-U Publicaciones.
- Crítica de los Grupos de las Instituciones (2000). Chubut: Universidad Nacional de la Patagonia San Juan Bosco-U Publicaciones.

### Participación en libros colectivos
- Bartleby: preferiría no:. Lo bio-político, lo post-humano (2008). Buenos Aires: La Cebra.
- Kafka: preindividual, impersonal, biopolítico (2010). Buenos Aires: La Cebra.

### Revisiones y epílogos
- Blanchot, Maurice. La palabra analítica. Buenos Aires: La Cebra, 2012.
- De Quincey, Thomas. El enigma de la esfinge. Buenos Aires: La Cebra, 2013.

### Producción audiovisual
- La Colifata / Teoría y Técnica de Grupos II. «Deliberar la Colifata. Lecturas Pobladas» [Disco Compacto]. LT 22 y Aula 14. Junto con Alfredo Olivera. Cátedra de Teoría y Técnica de Grupos II, 2010.
- Sophie Calle. «Cuídese mucho (Prenez soin de vous)» [Instalación]. Primera Bienal de Performance. Centro Cultural Kirchner, 2015.

## Premios y distinciones
- Tercer Premio Categoría "Ensayo Psicológico", Premios Nacionales a la Producción 2011-2014. Ministerio de Cultura. Presidencia de la Nación, República Argentina.[6]

## Artículos
- "La locura desatada de sus manicomios", Página 12. Argentina, 1 de agosto de 2001.
- "El infierno, es los Otros", Revista Tramas: Subjetividad y Procesos Sociales, N°21, México, 2003.
- "El secreto del padre", revista Topía, N°54, 2008.
- "Nombre de lo que me muerde", Página 12. Argentina, 3 de septiembre de 2009.
- "Alejandra Pizarnik, maestra de psicoanálisis", Revista Topía, N°56, 2009.
- "No hay deseo sin angustia", Página 12. Argentina, 3 de septiembre de 2009.
- "Kadish por la muerte de una civilización", Nombres: Revista de Filosofía, N°23, 2009.
- "Locuras actuales: los cansados, los agotados y los exhaustos", revista Topía, N°58, 2010.
- "Padres e hijos de los Kafka a los Simpson", Página 12. Argentina, 8 de diciembre de 2011.
- "El azar como figura de emancipación en La Lotería en Babilonia", Revista La Biblioteca, N°12, 2012.
- "La figura de la Ausencia en Thomas el oscuro de Maurice Blanchot", Revista Instantes y Azares, N°11, 2012.
- "Lo grupal, políticas de lo neutro", Revista La Biblioteca, N°14, 2014.
- "Partió de mí un barco llevándome", Página 12. Argentina, 13 de noviembre de 2014.

## Entrevistas
- "Estar psicoanalista en situación numerosa" (enlace roto disponible en Internet Archive; véase el historial, la primera versión y la última)., revista Imago Agenda, N°154, 2011.
- "El psicoanálisis consuela con la idea de que tenemos una vida interesante", Clarín. Argentina. 10 de junio de 2012.